# Liverdy-en-Brie
Liverdy-en-Brie – miejscowość i gmina we Francji, w regionie Île-de-France, w departamencie Sekwana i Marna.
Według danych na rok 1990 gminę zamieszkiwały 822 osoby, a gęstość zaludnienia wynosiła 90 osób/km² (wśród 1287 gmin regionu Île-de-France Liverdy-en-Brie plasuje się na 673. miejscu pod względem liczby ludności, natomiast pod względem powierzchni na miejscu 419.).